# Heinrich Timpe
Heinrich Timpe (* 3. Oktober 1874 in Hamburg; † 27. Februar 1961 in Hamburg-Niendorf) war ein deutscher römisch-katholischer Theologe.

## Leben
Der Bruder Georg Timpes studierte von 1893 bis 1896 in Münster, 1897 bis 1898 in Osnabrück (Priesterweihe am 14. März 1897) und 1898 bis 1901 in Göttingen. Nach der Promotion 1900 in an der Universität Göttingen lehrte er von 1903 bis 1916 als Lehrer an der Höheren Knabenschule (Katholische Oberschule) in Hamburg und war dort von 1916 bis 1938 Direktor. Nach der Resignation 1938 war er von 1938 bis 1961 Hausgeistlicher im Kinderheim St. Elisabeth in Hamburg-Bergedorf. 1954 wurde Geistlicher Rat ehrenhalber. 1957 wurde er Päpstlicher Geheimkämmerer.

## Schriften (Auswahl)
- Beiträge zur Kenntnis der Panachierung. W. F. Kaestner, Göttingen 1900, OCLC 9541533 (zugleich Dissertation, Göttingen 1900).
- Auslandsdeutsche und Auswanderung. Rede auf dem Katholikentag zu Hannover am 2. September 1924. St. Raphaels-Verein, Hamburg 1924, OCLC 72776403.
- In den deutschen Urwaldschneisen. Ritte und Fahrten in Südbrasilien. St. Raphaels-Verein, Hamburg 1925, OCLC 251297073.